# Jan Hanuš (Fußballspieler)
Jan Hanuš (* 28. April 1988 in Chlumec nad Cidlinou) ist ein tschechischer Fußballspieler auf der Torhüterposition.

## Vereinskarriere
Hanuš begann mit dem Fußballspielen beim FK Chlumec nad Cidlinou, von 1997 bis 2003 spielte er für RMSK Cidlina. Anschließend wechselte der Torwart in die Jugendabteilung von Slavia Prag. Noch als A-Jugendlicher kam er in der Spielzeit 2006/07 zu seinen ersten Einsätzen für das B-Team, das in der ČFL spielte. Für die B-Mannschaft Slavias spielte der 188 Zentimeter große Hanuš auch in der Saison 2007/08 und in der Hinrunde der Spielzeit 2008/09.
Anfang 2009 wurde der Torhüter an den Ligakonkurrenten SK Sparta Krč verliehen, zur Saison 2009/10 kehrte er zu Slavia zurück und war im Profikader als Nummer drei hinter Martin Vaniak und Deniss Romanovs eingeplant. Nach einem Patzer von Vaniak gleich zu Saisonbeginn erhielt Hanuš von Trainer Karel Jarolím das Vertrauen als neue Nummer eins, blieb aber nur vier Ligaspiele im Tor, um anschließend wieder von Vaniak verdrängt zu werden. Wieder die Nummer drei hinter dem Duo Vaniak und Romanovs spielte Hanuš im September und dann wieder im November 2009 für die B-Mannschaft. Im Dezember 2009 verlängerte Hanuš seinen Vertrag bei Slavia Prag bis zum 30. Juni 2012.
In der Winterpause 2009/10 verpflichtete Slavia Prag den slowakischen Torhüter Štefan Senecký, woraufhin Hanuš auf Leihbasis zum Zweitligisten FC Hlučín wechselte, um Spielpraxis zu sammeln. Im Juli 2010 wechselte Hanuš auf Leihbasis zum Erstligaaufsteiger FC Hradec Králové.

## Nationalmannschaft
Hanuš wurde bisher drei Mal in der tschechischen U-21-Nationalmannschaft eingesetzt.